# Oliarus goae
Oliarus goae är en insektsart som beskrevs av Frederick Arthur Godfrey Muir 1922. Oliarus goae ingår i släktet Oliarus och familjen kilstritar. Inga underarter finns listade i Catalogue of Life.